# Club Deportivo Acero
El Club Deportivo Acero es un club de fútbol español con sede en Puerto de Sagunto, perteneciente al municipio de Sagunto (Valencia), que disputa sus encuentros como local en el Estadio Municipal Fornás. Actualmente juega en el grupo Norte de la Lliga Comunitat FFCV.

## Historia
El fútbol llegó hasta el Puerto de Sagunto de mano de los marineros vascos que atracaban en el puerto comercial y a pie de playa montaban sus partidos junto a los lugareños. En 1919 se fundó el Sporting Club, llevando los colores del Athletic Club en honor a la empresa siderúrgica vasca Altos Hornos de Vizcaya.
Sería en 1923 cuando el Sporting Club comenzó a competir oficialmente en categoría regional, llegando a disputar varias temporadas en la máxima categoría y codearse con la élite del fútbol valenciano: Valencia CF, Levante FC, Deportivo Castellón, Gimnástico, Burjassot, Elche.
En 1929 llegó la creación de la Tercera División, donde el Sporting fue primero de su grupo dos veces consecutivas, luchando por el ascenso a Segunda División.
Tras la guerra civil, la nueva ley prohibió el uso de modismos extranjeros, por lo que la nueva denominación fue Club Deportivo Acero.
El final de siglo XX y comienzos del XXI vio al Acero dar con sus huesos en la Preferente, permaneciendo en una etapa gris durante 12 campañas en esta categoría con una pausa de una temporada, hasta el ascenso a Tercera en la campaña 2010/11. 

## Trayectoria deportiva
- Temporadas en 1.ª: 0
- Temporadas en 2.ª: 0
- Temporadas en 2ªB: 0
- Temporadas en 3.ª: 48 {26 en 3er nivel} (2 como Sporting Club)
- Mejor puesto en 3.ª: 2º (1995-96); 1º como Sporting Club (1929-30 y 1930-31)

| Temporada | Nivel | División            | Posición |
| --------- | ----- | ------------------- | -------- |
| 1929-30   | 3     | 3ª División         | 1º       |
| 1930-31   | 3     | 3ª División         | 1º       |
| 1943-44   | 3     | 3ª División         | 4º       |
| 1944-45   | 4     | Regional Preferente | —        |
| 1945-46   | 3     | 3ª División         | 6º       |
| 1946-47   | 3     | 3ª División         | 7º       |
| 1947-48   | 3     | 3ª División         | 6º       |
| 1948-49   | 3     | 3ª División         | 9º       |
| 1949-50   | 3     | 3ª División         | 17º      |
| 1950-55   | 4     | Regional Preferente | —        |
| 1955-56   | 3     | 3ª División         | 9º       |
| 1956-57   | 3     | 3ª División         | 8º       |
| 1957-58   | 3     | 3ª División         | 13º      |
| 1958-59   | 3     | 3ª División         | 17º      |
| 1959-60   | 4     | Regional Preferente | —        |
| 1960-61   | 3     | 3ª División         | 9º       |
| 1961-62   | 3     | 3ª División         | 8º       |
| 1962-63   | 3     | 3ª División         | 13º      |
| 1963-64   | 3     | 3ª División         | 3º       |
| 1964-65   | 3     | 3ª División         | 7º       |
| 1965-66   | 3     | 3ª División         | 5º       |
| 1966-67   | 3     | 3ª División         | 5º       |
| 1967-68   | 3     | 3ª División         | 4º       |
| 1968-69   | 3     | 3ª División         | 4º       |
| 1969-70   | 3     | 3ª División         | 7º       |
| 1970-71   | 3     | 3ª División         | 15º      |
| 1971-72   | 3     | 3ª División         | 15º      |
| 1972-73   | 3     | 3ª División         | 20º      |
| 1973-76   | 4     | Regional Preferente | —        |
| 1976-77   | 3     | 3ª División         | 20º      |
| 1977-78   | 4     | 3ª División         | 14º      |
| 1978-79   | 4     | 3ª División         | 16º      |
| 1979-80   | 4     | 3ª División         | 4º       |
| 1980-81   | 4     | 3ª División         | 20º      |
| 1981-87   | 5     | Regional Preferente | —        |
| 1987-88   | 4     | 3ª División         | 15º      |
| 1988-89   | 4     | 3ª División         | 13º      |
| 1989-90   | 4     | 3ª División         | 13º      |
| 1990-91   | 4     | 3ª División         | 10º      |
| 1991-92   | 4     | 3ª División         | 8º       |
| 1992-93   | 5     | Regional Preferente | 8º       |
| 1993-94   | 5     | Regional Preferente | 8º       |
| 1994-95   | 5     | Regional Preferente | 1º       |
| 1995-96   | 4     | 3ª División         | 2º       |
| 1996-97   | 4     | 3ª División         | 10º      |
| 1997-98   | 4     | 3ª División         | 19º      |
| 1998-99   | 5     | Regional Preferente | 2º       |
| 1999-00   | 5     | Regional Preferente | 4º       |
| 2000-01   | 5     | Regional Preferente | 1º       |
| 2001-02   | 5     | Regional Preferente | 6º       |
| 2002-03   | 5     | Regional Preferente | 4º       |
| 2003-04   | 5     | Regional Preferente | 2º       |
| 2004-05   | 4     | 3ª División         | 20º      |
| 2005-06   | 5     | Regional Preferente | 5º       |
| 2006-07   | 5     | Regional Preferente | 7º       |
| 2007-08   | 5     | Regional Preferente | 4º       |
| 2008-09   | 5     | Regional Preferente | 9º       |
| 2009-10   | 5     | Regional Preferente | 12º      |
| 2010-11   | 5     | Regional Preferente | 1º       |
| 2011-12   | 4     | 3ª División         | 5º       |
| 2012-13   | 4     | 3ª División         | 17º      |
| 2013-14   | 4     | 3ª División         | 10º      |
| 2014-15   | 4     | 3ª División         | 12º      |
| 2015-16   | 4     | 3ª División         | 20º      |
| 2016-17   | 5     | Regional Preferente | 3º       |
| 2017-18   | 5     | Regional Preferente | 1º       |
| 2018-19   | 4     | 3ª División         | 17º      |
| 2019-20   | 4     | 3ª División         | 18º      |
| 2020-21   | 4     | 3ª División         | 2º/12º   |
| 2021-22   | 5     | 3ª RFEF             | 4º       |
| 2022-23   | 5     | 3ª RFEF             | 12º      |
| 2023-24   | 5     | 3ª RFEF             | 16º      |
| 2024-25   | 6     | Lliga Comunitat     | 4º       |